# Анастасиос Кисас
Анастасиос Кисас (на гръцки: Αναστάσιος Κίσσας) е кипърски футболист, вратар, който играе за Аполон Лимасол.

## Кариера
Юноша е на АПОЕЛ. Дебютира за първия отбор през 2005 г. на 17-годишна възраст в мач за купата на страната. По време на престоя си в клуба е печелил 6 титли, 4 купи и 4 суперкупи. Част е от съставът, който през 2009 г. играе в груповата фаза на шампионската лига и е четвъртфиналист през 2012 г.

### Национален отбор
Кисас дебютира за националния отбор на Кипър на 16 ноември 2010 г. в приятелска среща с Йордания, който завършва 0:0.

## Отличия

### АПОЕЛ
- Кипърска първа дивизия (7): 2006/07, 2008/09, 2010/11, 2012/13, 2013/14, 2014/15, 2015/16
- Носител на Купата на Кипър (4): 2006, 2008, 2014, 2015
- Носител на Суперкупата на Кипър (4): 2008, 2009, 2011, 2013